# ناوبری هوایی

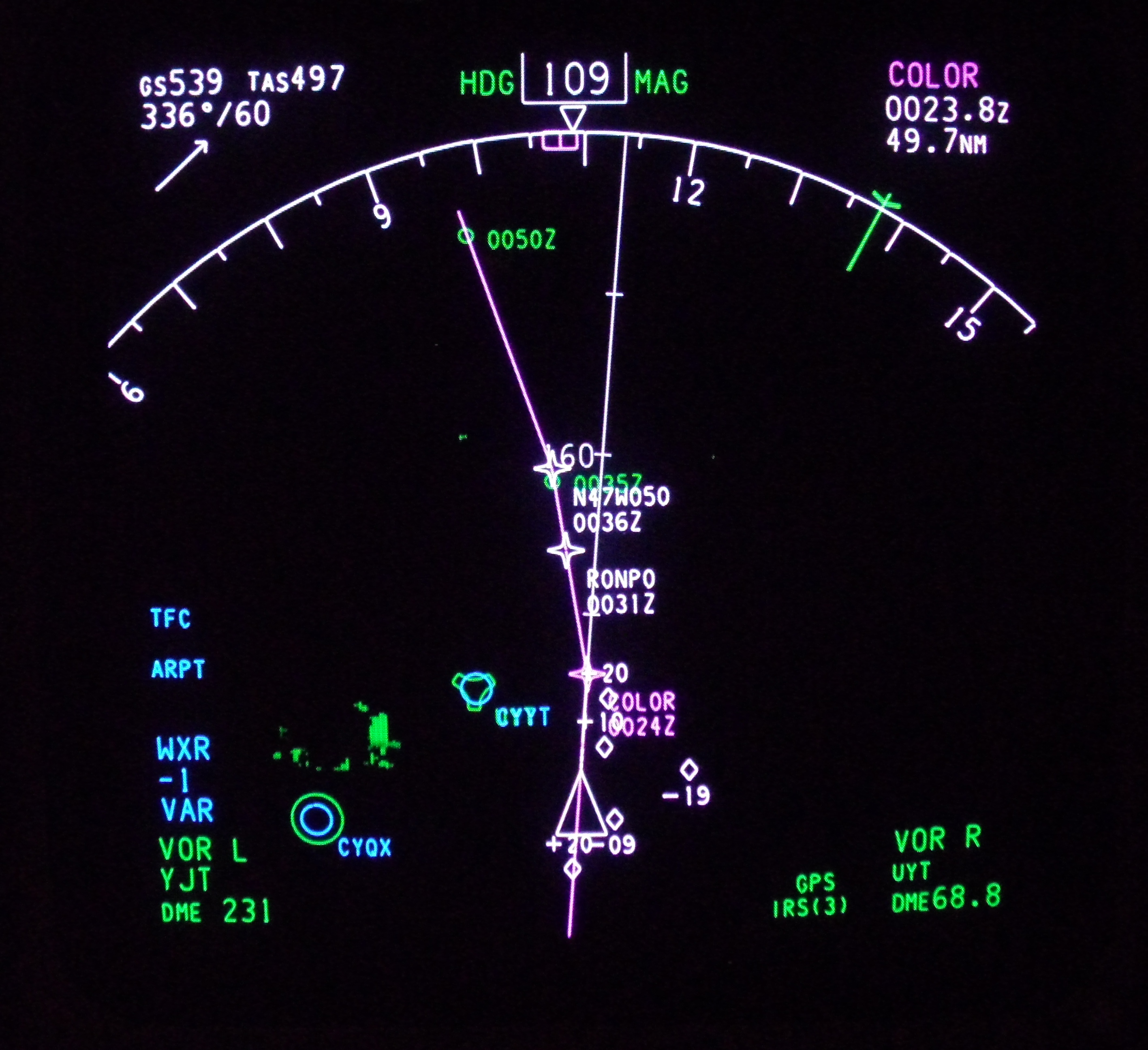
سامانه ناوبری هواپیما 747-400

اصول اولیهٔ ناوبری هوایی همان اصول اولیهٔ ناوبری عمومی است که شامل برنامه‌ریزی، ضبط و کنترل حرکت یک وسیلهٔ نقلیه از یک مکان به مکان دیگر است.
ناوبری هوایی موفق یعنی هدایت یک هواگرد از جایی به جای دیگر بدون گم شدن، بدون سرپیچی از مقررات مربوط به هواگرد و بدون به خطر انداختن ایمنی افراد در هواگرد یا روی زمین می‌باشد. ناوبری هوایی از جهات گوناگون با ناوبری زمینی و دریایی تفاوت دارد: هواگرد با سرعت نسبتاً بالایی حرکت می‌کند و در نتیجه زمان کمی برای محاسبه موقعیت خود در مسیر دارد. هواگرد معمولاً نمی‌تواند در میانهٔ آسمان بایستد تا با خیالی آسوده از موقعیت خود اطمینان پیدا کند. هواگرد به خاطر میزان سوختی که حمل می‌کند از نظر ایمنی محدودیت دارد. وسیلهٔ نقلیهٔ زمینی یا دریایی در صورت گم شدن و به پایان رسیدن سوخت می‌تواند منتظر نیروهای نجات شود، ولی برای بیشتر هواگردها عملیات نجات هنگام پرواز وجود ندارد. به علاوه برخورد با موانع مرگبار خواهد بود؛ بنابراین آگاهی مدام از موقعیت برای خلبانان هواگرد حیاتی است.
تکنیک‌هایی که برای ناوبری در هوا به کار می‌رود بستگی به این دارد که هواگرد در شرایط مقررات پرواز چشمی پرواز می‌کند یا در شرایط مقررات پرواز ابزاری. چنانچه هواگرد در شرایط مقررات پرواز ابزاری پرواز می‌کند خلبان باید با به‌کارگیری ابزارها و کمک‌های ناوبری رادیویی مانند چراغ‌های چشمک زن یا با راهنمایی کنترل راداری مراقبت پرواز ناوبری کند. در ناوبری چشمی خلبان بیشتر با استفاده از ناوبری کور و به همراه مشاهدات چشمی با مراجعه به نقشه‌های مناسب ناوبری می‌کند. این عملیات ممکن است با به‌کارگیری ناوبری رادیویی صورت بگیرد.